# Polytrichales
De Polytrichales zijn een orde van mossen, waartoe onder andere de haarmossen (Polytrichum) behoren.
Het is de enige orde binnen de klasse Polytrichopsida, en ze omvat slechts één familie, de Polytrichaceae.
Voor de kenmerken van deze orde, zie aldaar.

## Taxonomie
De Polytrichales zijn een monotypische orde, ze omvatten slechts één familie met twintig geslachten en enkele honderden soorten.
- Orde: Polytrichales
  - Familie: Polytrichaceae
    - Geslachten: Alophosia · Atrichopsis · Atrichum · Bartramiopsis · Dawsonia · Dendroligotrichum · Hebantia · Itatiella · Lyellia · Meiotrichum · Notoligotrichum · Oligotrichum · Plagioracelopus · Pogonatum · Polytrichadelphus · Polytrichastrum · Polytrichum · Pseudatrichum · Psilopilum · Steereobryon

## Fotogalerij

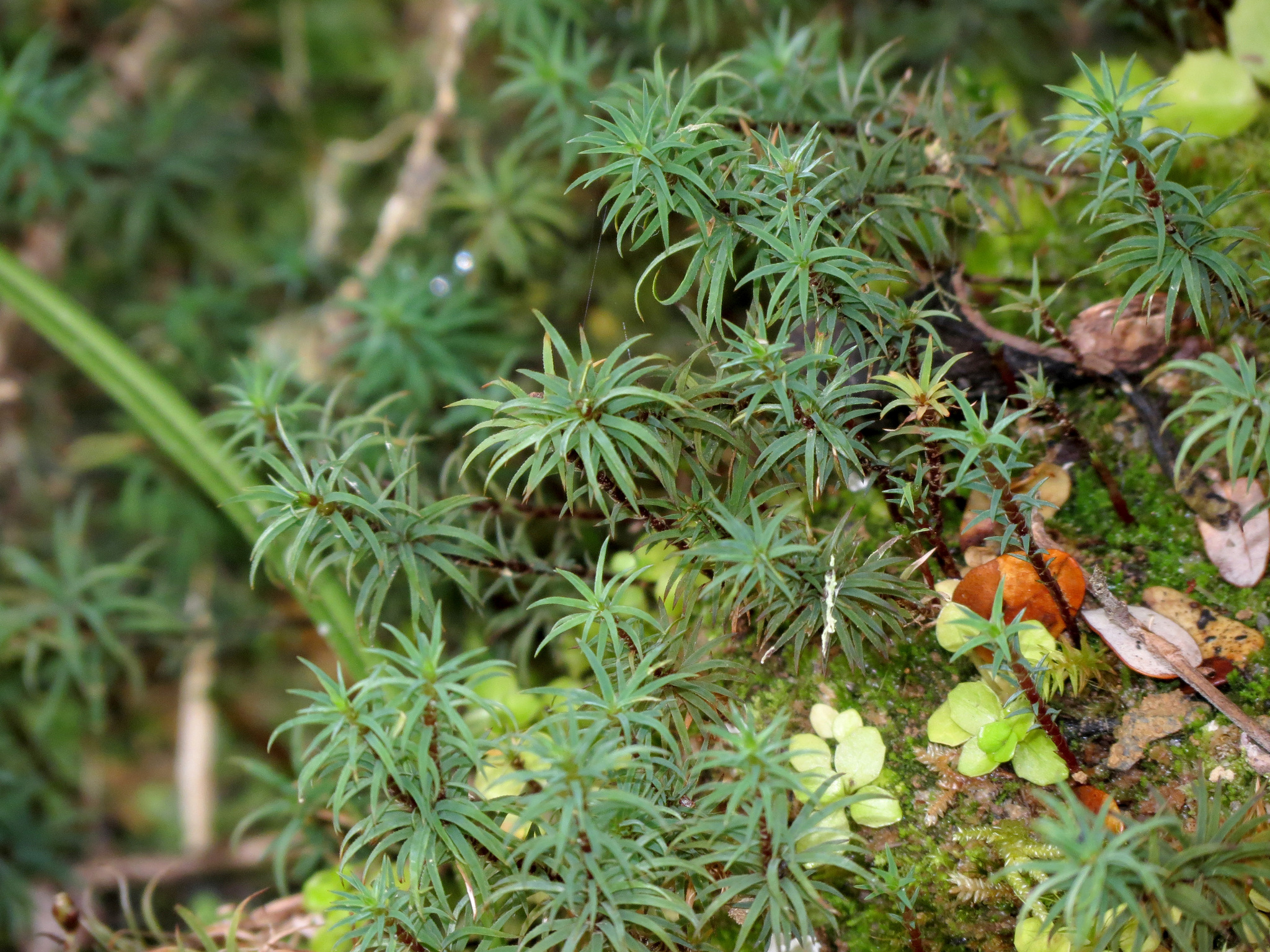
Dawsonia superba
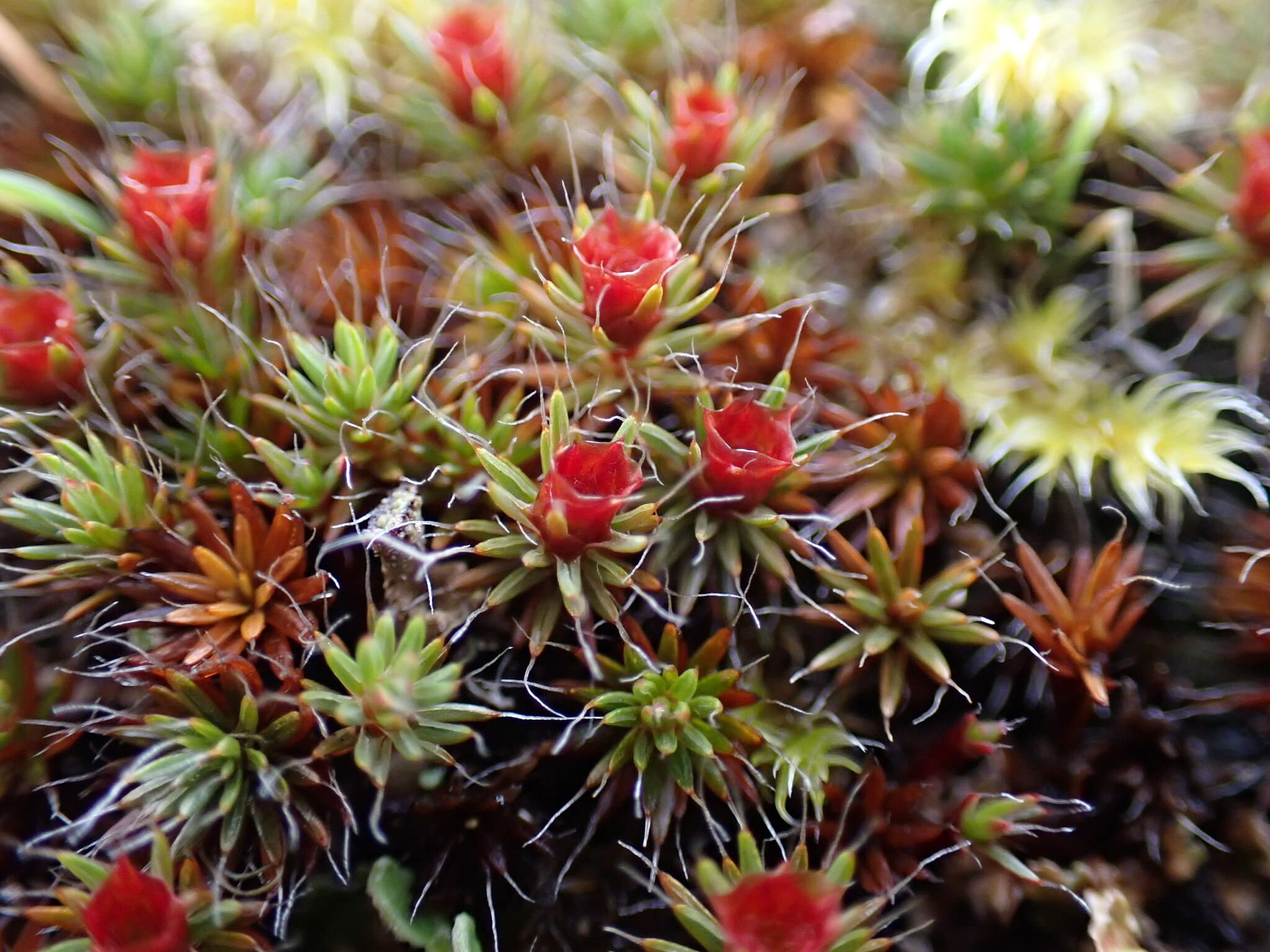
Ruig haarmos

Orde Polytrichales 

Familie Polytrichaceae (haarmosfamilie)

Geslachten:
Alophosia · 
Atrichopsis · 
Atrichum (rimpelmos) · 
Bartramiopsis · 
Dawsonia · 
Dendroligotrichum · 
Hebantia · 
Itatiella · 
Lyellia · 
Meiotrichum · 
Notoligotrichum · 
Oligotrichum · 
Plagioracelopus · 
Pogonatum (viltmuts) · 
Polytrichadelphus · 
Polytrichastrum · 
Polytrichum (haarmos) · 
Pseudatrichum · 
Psilopilum · 
Steereobryon